# Rançon (affluent du Mesvrin)
Pour les articles homonymes, voir Rançon.
Le Rançon est une rivière française du département Saône-et-Loire de la région Bourgogne-Franche-Comté, en ancienne région Bourgogne et un affluent droit du Mesvrin, c'est-à-dire un sous-affluent du fleuve la Loire par l'Arroux.

## Géographie
De 17,4 kilomètres de longueur, le Rançon prend sa source sur la commune d'Autun, dans la forêt domaniale de Planoise - les Feuillies, près de l'allée Sommière des Près Moussus, à 583 mètres d'altitude. Il s'appelle aussi dans cette partie haute le ruisseau des Baumes.
Le Rançon coule globalement du nord-est vers le sud-ouest avec une grande boucle vers l'est. Il traverse l'Étang de Martinet, et s'appelle aussi ruisseau du Martinet puis le réservoir du Haut Rançon. 
Le Rançon conflue, en rive droite du Mesvrin, sur la commune de Saint-Symphorien-de-Marmagne, à 289 mètres d'altitude, juste au sud de la commune de Broye.
Les cours d'eau voisins sont, dans le sens des aiguilles d'une montre, la Digoine au nord-est, le Mesvrin à l'est, au sud-est, au sud et au sud-ouest, l'Arroux à l'ouest, au nord-ouest et au nord. 

### Communes et cantons traversés
Dans le seul département de Saône-et-Loire, le Rançon traverse les cinq communes suivantes, dans le sens amont vers aval, d'Autun (source), Antully, Marmagne, Broye, Saint-Symphorien-de-Marmagne (confluence).
Soit en termes de cantons, le Rançon traverse un seul canton, prend source et conflue dans le même canton d'Autun-2, dans l'arrondissement d'Autun.

### Bassin versant
Le Rançon traverse une seule zone hydrographique « Le Mesvrin & ses affluents » (K131) pour une superficie de 240 km2. Ce bassin versant est composé à 53,67 % de « territoires agricoles », à 42,32 % de « forêts et milieux semi-naturels », à 3,46 % de « territoires artificialisés », à 0,40 % de « surfaces en eau ».

### Organisme gestionnaire
L'organisme gestionnaire est l'EPTB Loire, sis à Orléans.

## Affluents
Le Rançon a cinq tronçons affluents référencés :
- le ruisseau du Martinet (rg) 0,8 km, sur la seule commune d'Antully, prenant source à l'Étang Veneau et traversant l'Étang de la Roche André.
- ? (rg) 1,8 km, sur la seule commune d'Antully, passant à proximité du lieu-dit les Grolliers.
- le ruisseau de l'Étang de la Noue (rg) 3 km, sur la seule commune d'Antully, et prenant source dans l'Étang de la Fallourde, et traversant l'Étang de la Noue.
- le ruisseau de la Forêt aux Merles (rd) 3,4 km, sur les deux communes d'Autun (source) et Broye (confluence) avec un affluent :
  - le ruisseau de Bière (rd), 2 km, sur la seule commune de Broye.
- le ruisseau de la Papeterie (rd), 3,8 km, sur la seule commune de Broye, prenant source à l'Étang du Fluteau, avec un affluent :
  -  ? (rd), 1 km, sur la seule commune de Broye et longeant le Bois Girard.

Le rang de Strahler est donc de trois.

## Aménagements et écologie

### Pêche et AAPPMA
Le Mesvrin et ses affluents sont des cours d'eau de première catégorie et dépendent de l'AAPPMA de Marmagne, Les Amis du Mesvrin.